# Limax graecus
Limax graecus ist eine Nacktschnecken-Art aus der Familie der Schnegel (Limacidae), die zu den Landlungenschnecken (Stylommatophora) gehört.

## Merkmale
Die Tiere sind im konservierten Zustand bis 9,5 cm lang. Der Mantel ist etwa 35 mm lang. Der Kiel ist mit 10 mm sehr kurz. Die Haut ist mit feinen Runzeln bedeckt. Zwischen Mittellinie und Atemloch (Pseumostom) sind 19 bis 25 Runzeln vorhanden. Die Färbung ist variabel; es kommen sowohl einfarbige wie auch gemusterte Exemplare vor. Die Grundfarbe ist beige bis pinkcremefarben, das Muster besteht aus mehr oder weniger regelmäßig in Reihen angeordneten schwarzen Punkten. Bei manchen Exemplaren alternieren schwarze und weiße Flecken. Andere Exemplaren besitzen eine graue oder schwarze Grundfarbe mit hellen Flecken, wiederum andere Exemplare sind komplett einfarbig grau bis schwarz. Komplett dunkle bzw. schwarze Exemplare sind besonders häufig in höheren Gebirgslagen, helle Exemplare kommen häufiger in niederen und vor allem wärmeren Lagen vor. Der Kiel hat meist die Farbe des Rückens, ist gelegentlich auch etwas heller. Die Fußsohle ist bei allen Farbmorphen hell cremefarben, der Schleim farblos.

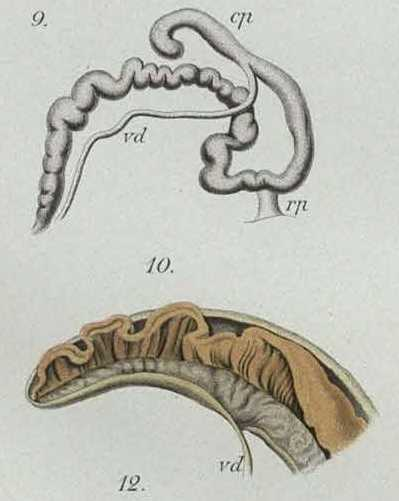
Genitalapparat von Limax graecus, vd = Vas deferens, rp = Retraktormuskel, cp = Blindsack des Penis

Im Genitalapparat erreicht der Penis im Adultstadium ungefähr ⅔ der Körperlänge. Bei juvenilen Exemplaren ist er noch kürzer (im Verhältnis zur Körperlänge). Der Penis ist in sich verdreht mit einem blinden, hakenförmig gekrümmten und sich allmählich verjüngendem Ende. Dieses blinde Ende kann jedoch bei konservierten Exemplaren oder bei der Präparation noch innen umgestülpt sein; das blinde Ende scheint in solchen Exemplaren zu fehlen und kann zur Verwechslung mit anderen Arten führen. Der Retraktormuskel setzt ungefähr auf 1/7 der Penislänge (vom Ende gesehen) an. Der Samenleiter mündet in den Penis deutlich weiter dem blinden Ende zu. Die Längsfalte im Penis beginnt bereits im blinden Ende.

## Geographische Verbreitung, Lebensraum und Lebensweise
Das Verbreitungsgebiet erstreckt sich nach Wiktor (2001) von Rumänien über das frühere Jugoslawien, Bulgarien bis nach Griechenland, im Süden bis zur Peloponnes, Kythira und im Südosten bis Euböa. Neuerdings wurde die Art auch in Albanien nachgewiesen. Allerdings ist der Umfang des Taxons noch sehr unsicher, entsprechend kann sich auch das Verbreitungsgebiet in Zukunft ändern. Das ursprüngliche Verbreitungsgebiet war vermutlich auf Nord- und Zentralgriechenland beschränkt. Die aus Südostitalien beschrieben Exemplare von Limax cf. graecus gehören wohl einer anderen Art an.
Limax graecus lebt in verschiedenen Arten von Laubwäldern, Mischwäldern, Buschland und Parks. In Griechenland steigt die Art im Gebirge bis auf 1000 m, in Südbulgarien wurde sie bis in 1200 m Höhe gefunden.

## Taxonomie und Nomenklatur
Die Taxonomie und Nomenklatur dieser Art ist äußerst kompliziert und letztendlich noch nicht abschließend geklärt. Der Name wurde von Heinrich Simroth 1889 in die Literatur eingeführt. Seine Exemplare stammten vom "Korax-Gebirge" (Giona) in der Region Mittelgriechenland, ein Gebirgsmassiv westlich des Parnass. Bereits 1886 beschrieb aber Oskar Boettger zwei Varietäten vom Berg Ossa in Thessalien (Griechenland) als Limax (Heynemannia) maximus L. var. carbonaria und Limax (Heynemannia) maximus L. var. submaculata. Beide Taxa sind als Taxa der Artgruppe verfügbar. Leider beschrieb Oskar Boettger die Genitalmorphologie dieser beiden Varietäten nicht, und die Typen sind wahrscheinlich verloren. Es ist daher völlig unklar, was Oskar Boettger unter diesen Varietäten verstanden hat. Limax (Heynemannia) maximus L. var. carbonaria wurde in der Folge z. T. mit Limax cephalonicus, z. T. auch mit L. graecus in Verbindung gebracht. Dieser Name wird von Wiktor (2001) als fragliches älteres Synonym von Limax cephalonicus angesehen, und könnte möglicherweise der gültige Name dieser Art sein. Wagner (1934) betrachtete dagegen Limax graecus als jüngeres Synonym von Limax carbonarius. Nach Jaeckel (1954) ist L. graecus eine Unterart von L. carbonarius. Eine weitere Art, die meist in die Synonymie von L. graecus gestellt wurde, ist Limax macedonicus Hesse, 1928 und die Varietät Limax macedonicus var. leucopus Hesse, 1928. Christina Frank kehrt die Priorität um und stellt den älteren Limax graecus Simroth, 1889 in die Synonymie des jüngeren Namens Limax macedonicus. Gründe sind nicht angegeben. Unsicher ist auch, auf welches Taxon sich der "Rabenschnegel (Limax carbonarius)" von Rosina Fechter und Gerhard Falkner bezog, dem deutschen Namen (Rabenschnegel) nach wohl eher auf den aus dem "Korax-Gebirge" stammenden Limax graecus. Das abgebildete Exemplar stammte aus der griechischen Region Mazedonien, könnte deshalb auch zu Limax macedonicus gehören. Ruud Bank stellt dagegen L. macedonicus wiederum in die Synonymie von L. graecus. Die "Fauna Europaea" folgt dieser Auffassung. Es wird wohl künftigen Untersuchungen (Morphologie, DNA und Sexualbiologie) an Topotyp-Material vorbehalten sein, dieses taxonomische und nomenklatorische Problem zu entwirren.
Limax taygetes Grateloup, 1855, ein weiteres mögliches älteres Synonym, wird von den meisten Autoren als vergessener Name aufgefasst.

## Belege

### Online
- AnimalBase - Limax graecus

## Anmerkung
1. ↑  Es handelt sich nach dem Neuen Pauly (unter Parnassos) um ein Gebirgsmassiv westlich des Passes zwischen Gravia und Amphissa und östlich der Straße Lidoriki und Stromi in Mittelgriechenland. Der heutige Name des Bergmassivs ist Giona.